# Ахават-Бет-Исраэл (Бойсе)
Община Ахават-Бет-Исраэл (англ. Congregation Ahavath Beth Israel) — синагога в Бойсе, штат Айдахо, США. Его здание 1896 года является одной из старейших постоянно используемых синагог к западу от реки Миссисипи. Община входит в состав Союза реформистского иудаизма.

## История
Первые евреи Бойсе присутствовали в шахтёрских лагерях в 1860-х годах, но только в 1895 году была сформирована Община Бет Исраэль («Дом Израиля» на иврите). Большинство прихожан были из Германии и Центральной Европы, и синагога следовала реформатскому ритуалу. Мозес Александер, мэр Бойсе и губернатор штата Айдахо, был одним из первых лидеров собрания.
Здание было построено в 1896 году и тщательно отреставрировано в 1982 году.
Община Ахават Исраэль (на иврите «Любовь к Израилю») была основана в 1912 году ортодоксальными иммигрантами из Восточной Европы. В 1947 году община построила здание на углу 27-й и Баннок-стрит. Две общины объединились в 1986 году и стали называться Ахават Бет Исраэль (на иврите «Любовь к дому Израилеву»).
Личные мемуары/история Конгрегации Ахават Исраэль были написаны одним из её лидеров, покойным г-ном Джоэлом Стоуном; копию этой книги можно получить в библиотеке общины во временное пользование. Более полная история Ахават Бет Исраэль (в которой больше внимания уделяется истории Бет Исраэль) также была опубликована в частном порядке для ограниченного выпуска бывшим членом, и также доступна через собрание.

## Здание

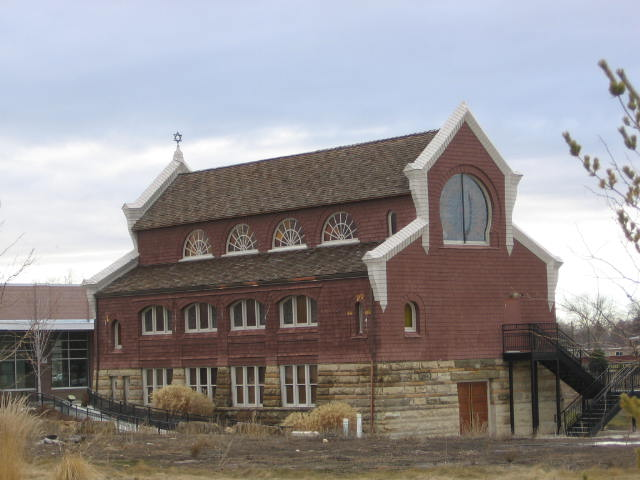
Синагога Ахават-Бет-Исраэл

Построенное в 1896 году здание синагоги, обшитое деревянной черепицей, сочетает в себе два архитектурных стиля, популярных в еврейских общинах начала века. Внешний вид в основном выполнен в популярном стиле Рундбогенстиль, хотя высокие окна по бокам большого окна-розетки имеют форму подковообразных арок. Эта деталь неомавританского стиля продолжается внутри, где сводчатый потолок поддерживается подковообразными арками. Архитектор описал здание как построенное в современном мавританском стиле.
В 1972 году синагога была внесена в Национальный реестр исторических мест. В 2003 году здание было перенесено с его первоначального места на Стейт-стрит на его нынешнее место на улице Латах. Во время переезда была обнаружена документация, свидетельствующая о том, что первоначальное строительство частично финансировалось Маршаллом Филдом и Levi Strauss & Co.